# Rotoa distincta
Rotoa distincta är en fjärilsart som beskrevs av Bang-haas 1912. Rotoa distincta ingår i släktet Rotoa och familjen nattflyn. Inga underarter finns listade.